# بادي جون
بادي جون (بالهولندية: Paddy John)‏ (22 فبراير 1990 في ليبيريا - ) هو لاعب كرة قدم هولندي في مركز الهجوم. لعب مع آر كي سي فالفيك وأغوف أبيلدورن وهيراكليس ألميلو ونادي أوسنابروك وفورتونا سيتارد.

## روابط خارجية
- بادي جون على موقع قاعدة بيانات كرة القدم.إي يو (الإنجليزية)
- بادي جون على موقع بيانات كرة القدم. دي إي (الألمانية)
- بادي جون على موقع Soccerway.com (الإنجليزية)
- بادي جون على موقع عالم كرة القدم.نت (الإنجليزية)